# Barbara Koppernigk
Barbara Koppernigk (* zwischen 1464 und 1470 in Thorn; † nach 1517 in Kulm) war Äbtissin des Zisterzienserinnenklosters in Kulm von 1499 bis zu ihrem Tode. Sie war die Amtsnachfolgerin ihrer Stieftante Katharina Peckau, welche seit 1464 als Nonne im Kulmer Zisterzienserkloster nachweisbar ist und von ihrem Stiefbruder Lucas Watzenrode, dem Fürstbischof von Ermland, am 4. Mai 1494 zur Äbtissin benediziert wurde. Katharina Peckau starb 1498/99 vermutlich an der Pest.
Barbara Koppernigk war die älteste Schwester von Nikolaus Kopernikus. Ihre Nichte Christina Gärtner, eine Tochter ihrer jüngeren Schwester Katharina Koppernigk und des Kaufmanns Bartel Gärtner, wurde ebenfalls Nonne in Kulm, trat jedoch später aus dem Orden aus und heiratete den Königsberger Heerpauker Kaspar Stulpawitz.